# Caroline Fliedner
Caroline Fliedner, född 1811, död 1892, var en tysk diakonissa. 
Hon var gift med Theodor Fliedner. Hon var föreståndare för Kaiserswerther Diakonie 1843-1883. 